# Condado de Haskell (Oklahoma)
El condado de Haskell (en inglés: Haskell County), fundado en 1907 y con nombre en honor al abogado Charles N. Haskell, es un condado del estado estadounidense de Oklahoma. En el año 2000 tenía una población de 11.792 habitantes con una densidad de población de 8 personas por km². La sede del condado es Stigler.

## Geografía
Según la oficina del censo el condado tiene una superficie total de 1619 km² (625,1 mi²), de los que 1494 km² (576,8 mi²) son tierra y 125 km² (48,3 mi²) (7,72%) son agua.

### Condados adyacentes
- Condado de Muskogee - norte
- Condado de Sequoyah - noreste
- Condado de Le Flore - este
- Condado de Latimer - sur
- Condado de Pittsburg - oeste
- Condado de McIntosh - noroeste

### Principales carreteras y autopistas
- Autopista estatal 2
- Autopista estatal 9
- Autopista estatal 31
- Autopista estatal 71
- Autopista estatal 82

### Espacios protegidos
En este condado se encuentra parte del refugio para la vida salvaje de las Sequoyah que trata de preservar los hábitats para los ánades.

## Demografía
Según el censo del 2000 la renta per cápita media de los habitantes del condado era de 24.553 dólares y el ingreso medio de una familia era de 29.872 dólares. En el año 2000 los hombres tenían unos ingresos anuales 25.493 dólares frente a los 17.462 dólares que percibían las mujeres. El ingreso por habitante era de 13.775 dólares y alrededor de un 20,50% de la población estaba bajo el umbral de pobreza nacional.

## Ciudades y pueblos
- Keota
- Kinta
- McCurtain
- Stigler
- Tamaha
- Whitefield